# Jurij Anatoljevics Ponomarjov
Jurij Anatoljevics Ponomarjov (oroszul: Юрий Анатольевич Пономарёв; Kadaja, 1932. március 24. – Leoniacs, 2005. április 16.) szovjet mérnök, űrhajós.

## Élete
1951-ben Moszkvában műszaki szakiskolát végzett. 1957-ben a moszkvai repülő-főiskolán mérnök-szerelő diplomát szerzett. 1960-ban repülővezetői engedélyt kapott. 1969-ben elhelyezkedett a Központi Tervező Irodába (korábban Koroljov Tervező Iroda), mérnök-tervező beosztásba. 1972. március 22-től részesült űrhajóskiképzésben. Több űrrepülő programra készítették fel, de nem kapott lehetőséget a felszállásra. 1977-től nem kapott több kiképzést. 1983. április 11-én köszönt el az űrhajósok családjától. Visszavonulását követően a Központi Tervező Irodába mérnökként tevékenykedett.

## Űrrepülései
1973-ban a Szojuz–13 űrhajó mentőlegénységének fedélzeti mérnöke, pilóta. Az űrhajósok fő feladata volt, hogy a hosszú távú űrrepülés emberi szervezetre gyakorolt hatását vizsgálják.
1975-ben a Szojuz–18 űrhajó mentőlegénységének fedélzeti mérnöke, pilóta. Az űrhajó vitte fel a Szaljut–4 űrállomás második személyzetét. Kiképezték a Szaljut–6 űrállomás fedélzetén történő munkákra is.

## Szakmai sikerei
Több katonai és állami kitüntetés tulajdonosa.

## Magánélete
Felesége Valentyina Ponormajova (1933–2023) űrhajós volt.